# Giuseppe Alberti (pittore)

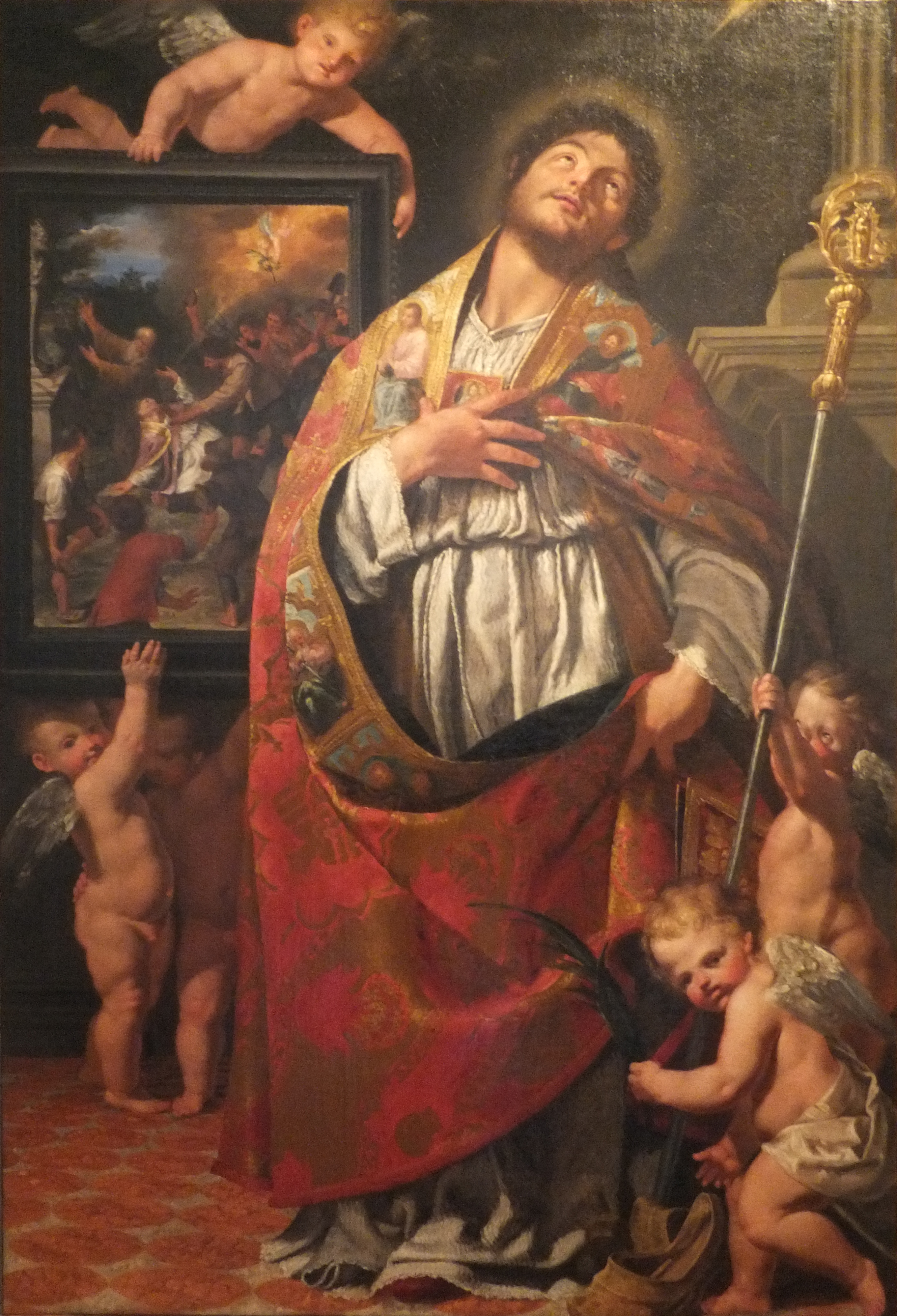
San Vigilio, 1673 Trento, Museo Diocesano

Giuseppe Alberti (Tesero, 3 ottobre 1640 – Cavalese, 3 febbraio 1716) è stato un pittore, architetto e presbitero italiano.

## Biografia
Giuseppe Alberti è nato a Tesero nella Contea del Tirolo, figlio di Bernardino, notaio  e vicario generale di Fiemme di nobile famiglia bormiese che si era trasferita a Tesero nel secolo precedente per esercitarvi il notariato, e di Caterina Betta  di Varena. Fu il decimo di undici figli e per questo destinato alla carriera ecclesiastica.
Dopo la morte del marito la madre nel 1963 gli assegnava la dote per poter entrare nel sacerdozio e lo stesso anno fu promosso suddiacono. Tuttavia il giovane mostrò da subito grandi doti come artista così da allacciarsi al manierismo di Orazio Giovanelli con la pala d'altare di Montagnaga di Piné del 1661. 
Tra il 1664 e il 1667 studiò medicina e giurisprudenza all'Università di Padova, studi che abbandonò a partire dal 1668, anno in cui iniziò a soggiornare a Venezia fino al 1673, dove conobbe Marco Liberi, a cui si ispirò fortemente. In questi anni seguì il naturalismo di Marcantonio Bassetti e Pier Francesco Mola e affinò la sua preparazione artistica grazie anche alle opere di Tiziano. Fu invece a Roma,dove  soggiornò da 1678 al 1682 e dal 1683 al 1685, che sviluppò le sue competenze da progettista, studiando le più recenti realizzazioni in campo architettonico alla corte papale. 
La sua principale sede di lavoro fu Trento. Ottenne vari incarichi, sia come pittore sia come architetto, da parte del principe vescovo Francesco Alberti Poja. 
Nel 1673 dipinse la Pala di San Vigilio, ora conservata al Museo Diocesano Tridentino, e realizzò gli affreschi della Giunta Albertiana, fatta costruire dal principe vescovo per collegare il Magno Palazzo a Castelvecchio. 
Nel 1682 progettò la Cappella del Crocefisso del Duomo di Trento, ne diresse la costruzione e lavorò agli stucchi e agli affreschi. Suo è anche il progetto della Chiesa della Santissima Trinità di Masi di Cavalese. Nel 1695 progettò in forma barocca la riforma del Duomo di Bressanone la cui realizzazione venne rimandata per mancanza di mezzi. Nello stesso anno progettò la nuova abside per la chiesa parrocchiale di Tesero che venne distrutta nel 1924. Anche il campanile della chiesa parrocchiale di Tesero venne sopraelevato su un progetto dell'Alberti.
Lavorò anche a Vicenza, dove nel 1688 partecipò all'affrescatura delle Gallerie di palazzo Leoni Montanari. Diciassette tele sono esposte nel convento dei Padri Francescani e nella chiesa di San Vigilio a Cavalese, datate tra il 1690 e il 1693.
Dopo la morte di Francesco Alberti Poja, suo principale committente, nel 1689, Alberti si ritirò a Cavalese. Si circondò di numerosi allievi, realizzando dipinti per commissioni locali e ponendo le basi della scuola pittorica fiemmese.

## Opere
- Madonna col Bambino e i SS. Martino e Leonardo, 1661, Montagna di Pinè
- Santa Cecilia, 1673, Innsbruck, Museo Ferdinadeum
- Pala di S. Vigilio, 1673, Trento, Museo Diocesano
- L'uccisione di Abele, 1673, Trento, Castello del Buonconsiglio
- I Padri della Chiesa, quattro semilunette, San Michele all'Adige
- Ultima cena, 1674, Cavalese, Chiesa parrocchiale, presbiterio
- Ritratto di Giambattista Miorini, 1676 ca., Cavalese, Palazzo della Magnifica Comunità
- Martirio di San Simonino da Trento, 1677, Trento, Castello del Buonconsiglio
- Veduta di Trento, 1682, Trento, Museo Diocesano
- Madonna col Bambino e San Giovannino, Bolzano, Museo Civico
- Estasi di S. Francesco, Bolzano, Convento dei Cappuccini
- Annunciazione, Roma, Palazzo Venezia, Cappella delle Grazie
- Trinità e S. Carlo Borromeo, Rovereto, Chiesa S. Carlo
- Estasi di S. Francesco e Visione di S. Antonio, 1682/1688, Trento, Duomo
- I Padri della Chiesa, 1687, Bolzano, Museo Civico
- Ultima comunione di S. Maria Egiziaca, 1690, Trento, Castello del Buonconsiglio
- Madonna col Bambino e due santi che aiutano le anime ad uscire dal Purgatorio, Pergine, Chiesa parrocchiale, altare del Carmine
- Immacolata e i santi Vigilio, Antonio da Padova, Chiara, Giorgio, Cavalese, Chiesa di S. Vigilio, altare maggiore
- I santi francescani, Cavalese, dodici tele nella Chiesa di S. Vigilio
- Elemosina di S. Elisabetta, Pergine, Chiesa di S. Carlo
- S. Giuseppe che porge il Bambino a S. Antonio da Padova, Magrè, Chiesa parrocchiale
- Ultima cena, 1694, Cles, Convento dei Francescani, refettorio
- S. Andrea Avellino, 1698 ca., San Michele all'Adige, Chiesa parrocchiale
- Battesimo di Cristo, 1698 ca., San Michele all'Adige, Chiesa parrocchiale
- Ecce homo, 1698 ca., San Michele all'Adige, Chiesa parrocchiale
- S. Agostino consacrato vescovo,1698 ca., San Michele all'Adige, Chiesa parrocchiale
- Naività di Cristo, 1700 ca., Pressano, Chiesa parrocchiale
- Incoronazione della Vergine, affresco, 1700 ca., Pressano, Chiesa parrocchiale, Cappella della Madonna
- Resurrezione di Cristo, 1700 ca., Lavis, Chiesa parrocchiale
- Assunzione della Vergine, 1700 ca., Lavis, Chiesa parrocchiale
- Incontro di Maria ed Elisabetta, 1701, Riva, Chiesa parrocchiale, Cappella del Suffragio
- Presentazione di Gesù al tempio, 1701, Riva, Chiesa parrocchiale, Cappella del Suffragio
- Pala della Pietà, Mosana (Verla), Chiesa dell'Addolorata
- Nozze mistiche di S, Caterina, Tesero, Canonica
- S. Agostino, Fiecht, Monastero
- S. Benedetto, Fiecht, Monastero
- Sacra Famiglia e S. Eliseo in gloria, 1705/1706, Tesero, Chiesa di S. Leonardo
- Madonna dell'Aiuto con l'Angelo custode e i santi Eliseo, Cosma, Antonio da Padova, Leonardo, Francesco Solano, 1707 ca., Bellamonte, Chiesa Madonna della neve
- Annunciazione, 1707/1708, Panchià, Chiesa parrocchiale
- La S. Croce adorata dai santi Sigismondo, Antonio da Padova e Agostino, 1707/1708, Panchià, Chiesa parrocchiale
- La Trinità con i santi Apollonia, Agata, Antonio da Padova e Nicolò, 1709/1712,Masi di Cavalese, Chiesa della Trinità
- Trinità con i santi Silvestro, Francesco e Agostino, 1710 ca., Tesero, Chiesa parrocchiale
- Autoritratto, 1710, Trento, Museo provinciale d'arte
- Natività di Cristo, 1712, San Michele all'Adige, Chiesa parrocchiale, Coro
- Adorazione Dei Pastori, 1712, San Michele all'Adige, Chiesa parrocchiale
- Adorazione dei Magi, 1712, San Michele all'Adige, Chiesa parrocchiale
- Resurrezione, 1712, San Michele all'Adige, Chiesa parrocchiale
- Assunzione,1712, San Michele all'Adige, Chiesa parrocchiale
- S. Agostino consacrato vescovo,1712, San Michele all'Adige, Chiesa parrocchiale
- Gesù Bambino tenuto per mano da Maria e Giuseppe, Cavalese, Palazzo della Magnifica Comunità
- Cristo e l'adultera, Cavalese, canonica
- Vocazione di Matteo, Cavalese, canonica